# Грбови рејона Иркутске области
Грбови рејона Иркутске области обухвата галерију грбова административних јединица руске области — Иркутске области, са статусом градских округа и рејона, те њихове историјске грбове (уколико их има).
Већина грбова настала је након успостављања Руске Федерације и Иркутске области, као њеног саставног субјекта.

## Грбови округа и рејона
- Грб града 
 Ангарска
- Грб града 
 Братска
- Грб града 
 Иркутск
- 1 — Грб рејона 
 Аларски
- 2 — Грб рејона 
 Ангарски
- 3 — Грб рејона 
 Балагански
- 4 — Грб рејона 
 Бајандајевски
- 5 — Грб рејона 
 Бодајбински
- 6 — Грб рејона 
 Боханшки
- 7 — Грб рејона 
 Братски
- 8 — Грб рејона 
 Жигаловски
- 9 — Грб рејона 
 Заларински
- 10 — Грб рејона 
 Зимински
- 11 — Грб рејона 
 Иркутски
- 12 — Грб рејона 
 Казачинско-Ленски
- 13 — Грб рејона 
 Катаншки
- 14 — Грб рејона 
 Качушки
- 15 — Грб рејона 
 Киренски
- 16 — Грб рејона 
 Кујтуншки
- 17 — Грб рејона 
 Мамско-Чујски
- 18 — Грб рејона 
 Нижњеилимски
- 19 — Грб рејона 
 Нижњеудински
- 20 — Грб рејона 
 Нукутски
- 21 — Грб рејона 
 Ољхонски
- 22 — Грб рејона 
 Осински
- 23 — Грб рејона 
 Сљудјански
- 24 — Грб рејона 
 Тајшетски
- 25 — Грб рејона 
 Тулунски
- 26 — Грб рејона 
 Усољски
- 27 — Грб рејона 
 Уст-Илимски
- 28 — Грб рејона 
 Уст-Кутски
- 29 — Грб рејона 
 Уст-Удински
- 30 — Грб рејона 
 Черемховски
- 31 — Грб рејона 
 Чунски
- 32 — Грб рејона 
 Шељеховски
- 33 — Грб рејона 
 Ехирит-Булагатски